# Bergbijvlieg
De bergbijvlieg (Eristalis rupium) is een vliegensoort uit de familie van de zweefvliegen (Syrphidae). De wetenschappelijke naam van de soort werd gepubliceerd in 1805 door Fabricius.
De bergbijvlieg is in Nederland zeer zeldzaam en wordt een enkele keer in Zuid-Limburg waargenomen.